# Karl Welker

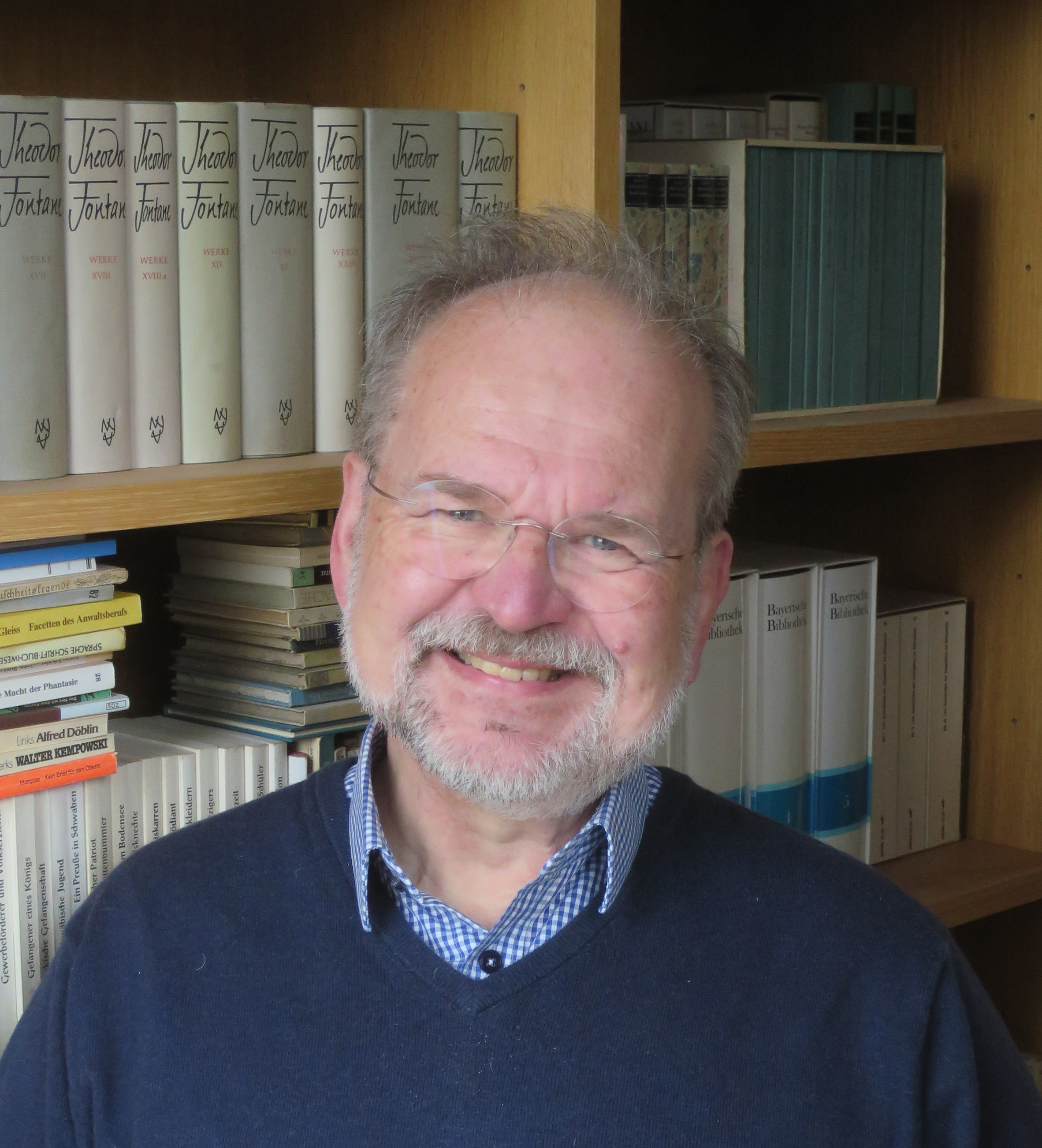
Karl H. L. Welker, 2023

Karl H. L. Welker (* 28. Februar 1954 in Frankfurt am Main) ist Rechtshistoriker.

## Ausbildung
Nach dem Abitur 1973 begann Welker im Wintersemester 1973/74 an der Johann Wolfgang Goethe-Universität Frankfurt am Main ein Doppelstudium der Rechtswissenschaft und der Philosophie. 1974 bis 1976 wechselte er an die Albert-Ludwigs-Universität in Freiburg im Breisgau, die Eberhard Karls Universität in Tübingen und dann an die Ruprecht-Karls-Universität in Heidelberg, bevor er nach Frankfurt zurückkehrte und seinen Schwerpunkt auf die Rechtsgeschichte legte.
Das erste juristische Staatsexamen legte er 1984 ab. Während des Referendariats verbrachte er ein Semester an der Verwaltungshochschule Speyer und absolvierte eine Auslandswahlstation in Cambridge (Massachusetts), bevor er 1989 das zweite Juristische Staatsexamen ablegte.

## Werdegang
1994 promovierte er juristisch mit Rechtsgeschichte als Rechtspolitik. Justus Möser als Jurist und Staatsmann bei Gerhard Dilcher – wofür er 1995 den Kulturförderpreis des Landschaftsverbandes Osnabrück e. V. erhielt. 2005 promovierte er in Geschichte bei Anton Schindling über Justus Mösers Amtserfahrung und bereitete dann eine Habilitation bei Wulf Eckart Voß zur Geschichte des Naturschutzes vor, insbesondere zur Geschichte der Naturschutzgebiete. Auch veröffentlichte er immer wieder zu rechtsgeschichtlichen Themen.
2002 organisierte er gemeinsam mit Andreas Bauer die Jahrestagung des Europäischen Forums junger Rechtshistorikerinnen und Rechtshistoriker.
Von 2004 bis 2011 war er Vorsitzender der Justus-Möser-Gesellschaft, einer Sektion im Verein für Geschichte und Landeskunde von Osnabrück. In dieser Funktion folgte ihm Martin Siemsen nach.
Welker ist Mitglied der Historischen Kommission für Niedersachsen und Bremen.

## Privat
Die Eltern von Welker waren Donauschwaben und stammten aus der Batschka. Welker ist mit der Rechtsanwältin Ann Marie Welker verheiratet. Sie haben eine Tochter.
2006 bauten Gruber + Kleine-Kraneburg für ihn das Haus Welker am Berger Hang in Enkheim, einem Stadtteil von Frankfurt am Main, das in der Folge in Best Architects 07 in der Kategorie Wohnungsbau/Einfamilienhäuser vorgestellt wurde.

## Werk (Auswahl)
Monographien
- Rechtsgeschichte als Rechtspolitik. Justus Möser als Jurist und Staatsmann. 2 Bände (= Osnabrücker Geschichtsquellen und Forschungen. 38). Verein für Geschichte und Landeskunde von Osnabrück, Osnabrück 1996, ISBN 3-9803412-6-7.
- Warum Möser. Göttingen: V & R Unipress 2007, ISBN 978-3-89971-376-3.

Aufsätze
- Zahlreiche Artikel für das Handwörterbuch zur deutschen Rechtsgeschichte (HRG)
- Behandungskontrakt statt Eigengebung. Erbpacht statt Eigenbehörigkeit. In: Winfried Woesler (Hrsg.): Möser-Forum 1. Aschendorff, Münster i. Westf. 1989, ISBN 3-402-02940-5, S. 223–256.
- mit Monika Fieger: Aufklärung auf dem Land. Anspruch und Wirklichkeit im Fürstbistum Osnabrück. In: Winfried Woesler (Hrsg.): Möser-Forum 2 (= Osnabrücker Geschichtsquellen und Forschungen. 35). Verein für Geschichte und Landeskunde von Osnabrück, Osnabrück1994, ISBN 978-3-9803412-2-6, S. 139–175.
- Mösers Genossenschaftsbegriff. In: Albrecht Cordes, Joachim Rückert, Reiner Schulze (Hrsg.): Stadt – Gemeinde – Genossenschaft. Festschrift für Gerhard Dilcher zum 70. Geburtstag. Berlin 2003, ISBN 978-3-503-06163-1, S. 215–224.
- Wurzeln des europäischen Naturschutzdenkens in Neuengland. In: Tatjana Šenk (Hrsg.): Arhivistika – zgodovina – pravo. Vilfanov spominski zbornik / Archivkunde – Geschichte – Recht. Gedenkschrift für Sergeij Vilfan (= Gradivo in razprave. 30). Ljubljana 2007, ISBN 978-961-6247-21-4, S. 345–352.
- Justus Möser. Advokat, Berater der Landstände, Regierungsjurist (1720–1794). In: Joachim Rückert, Jürgen Vortmann (Hrsg.): 600 Jahre niedersächsische Juristen. Ein biographisches Lexikon. 2. Aufl. Universitätsverlag Halle-Wittenberg, Halle a. d. Saale 2021, ISBN 978-3-86977-237-0, S. 73–83.

Weitere Aufsätze von Welker und die zahlreichen Rezensionen zu Rechtsgeschichte als Rechtspolitik sind an anderer Stelle nachgewiesen.
Herausgeberschaften
- Andreas Riem. Ein Europäer aus der Pfalz (= Schriften der Siebenpfeiffer-Stiftung. Band 6). Thorbecke, Stuttgart 1999, ISBN 978-3-7995-4906-6.
- Andreas Riem: Was sollten die Regenten thun, um sich gegen Revolutionen zu sichern? Werhahn, Hannover 2000, ISBN 978-3-932324-61-1
- Justus Möser: Politische und juristische Schriften (= Bibliothek des deutschen Staatsdenkens. 19). Beck, München 2001, ISBN 978-3-406-48252-6.
- zusammen mit Andreas Bauer und Frank Theisen: Studien zur Rechts- und Zeitgeschichte. Liber discipulorum. Professor Dr. Wulf Eckart Voß zum 60. Geburtstag. V & R Unipress, Göttingen 2005, ISBN 3-89971-216-1.
- Johann Aegidius Klöntrup: Das osnabrückische gemeine Marken-Recht. Wenner, Osnabrück 2006, ISBN 978-3-87898-411-5
- zusammen mit Andreas Bauer: Europa und seine Regionen. 2000 Jahre Rechtsgeschichte. Böhlau, Köln / Weimar / Wien 2007, ISBN 978-3-412-13804-2
- Vom Ursprung der anwaltlichen Selbstverwaltung. Justus Möser und die Advokatur. V & R Unipress, Göttingen 2007, ISBN 978-3-89971-412-8
- zusammen mit Rainer Wiegels: Verschlungene Pfade. Neuzeitliche Wege zur Antike (= Osnabrücker Forschungen zu Altertum und Antike-Rezeption. 16). Rahden, Westf. 2011, ISBN 978-3-89646-737-9